# Orlando (calciatore angolano)
Orlando (25 febbraio 1966) è un ex calciatore angolano, di ruolo portiere.

## Carriera

### Nazionale
Con la Nazionale angolana preso parte alla Coppa d'Africa 1996.